# Paraguay ai Giochi olimpici
Il Paraguay ha partecipato per la prima volta ai Giochi olimpici nel 1968, prendendo parte a quelli estivi di Città del Messico. Ha fatto il suo esordio in quelli invernali a Soči 2014.
Gli atleti paraguaiani hanno vinto solamente una medaglia olimpica, conquistata ad Atene 2004 nel torneo di calcio maschile.
Il Comitato Olimpico Paraguaiano venne creato e riconosciuto dal CIO nel 1970.

## Medaglieri

### Medaglie alle Olimpiadi estive
| Giochi                 | Oro              | Argento          | Bronzo           | Totale           |
| ---------------------- | ---------------- | ---------------- | ---------------- | ---------------- |
| Città del Messico 1968 | 0                | 0                | 0                | 0                |
| Monaco 1972            | 0                | 0                | 0                | 0                |
| Montreal 1976          | 0                | 0                | 0                | 0                |
| Mosca 1980             | non partecipante | non partecipante | non partecipante | non partecipante |
| Los Angeles 1984       | 0                | 0                | 0                | 0                |
| Seul 1988              | 0                | 0                | 0                | 0                |
| Barcellona 1992        | 0                | 0                | 0                | 0                |
| Atlanta 1996           | 0                | 0                | 0                | 0                |
| Sydney 2000            | 0                | 0                | 0                | 0                |
| Atene 2004             | 0                | 1                | 0                | 1                |
| Pechino 2008           | 0                | 0                | 0                | 0                |
| Londra 2012            | 0                | 0                | 0                | 0                |
| Rio de Janeiro 2016    | 0                | 0                | 0                | 0                |
| Tokyo 2020             | 0                | 0                | 0                | 0                |
| Parigi 2024            | 0                | 0                | 0                | 0                |
| Totale                 | 0                | 1                | 0                | 1                |

### Medaglie alle Olimpiadi invernali
| Giochi           | Oro              | Argento          | Bronzo           | Totale           |
| ---------------- | ---------------- | ---------------- | ---------------- | ---------------- |
| 2014 Sochi       | 0                | 0                | 0                | 0                |
| 2018 PyeongChang | non partecipante | non partecipante | non partecipante | non partecipante |
| 2022 Pechino     | non partecipante | non partecipante | non partecipante | non partecipante |
| Totale           | 0                | 0                | 0                | 0                |

### Medagliati
| Medaglia | Atleta              | Edizione   | Sport  | Evento          |
| -------- | ------------------- | ---------- | ------ | --------------- |
| Argento  | Nazionale di calcio | Atene 2004 | Calcio | Torneo maschile |